# Габрово
Га́брово (болг. Га̀брово) — місто у центральній частині Болгарії, розміщене на річці Янтрі, адміністративний центр Габровської області, є також адміністративним центром общини Габрово.
За останніми даними НСІ Болгарії на 31.12.2015 населення Габрово становить 54 950 людей.
Габровці відомі своєю любов'ю до гумору (див. Габровські жарти), карнавалом гумору та сатири кожного року. У місті розвинуте машинобудування, воно відоме численними пам'ятниками, мостами і довгими вулицями.
Габрово — одне з найдовших міст Болгарії (25 км).

## Географія

### Розташування
Місто Габрово розташоване біля підніжжя Балканських гір біля перевалу Шипка. Він простягається вздовж річки Янтра.
Габрово пов'язане залізничним транспортом Болгарії через лінію Габрово — Царева ливада. Через Габрово проходить одна з найважливіших доріг, що перетинають Болгарію в напрямку Північ-Південь, що є частиною Транс-Європейського коридору № 9 (Гельсінкі — Санкт-Петербург — Київ — Бухарест — Русе — Велико-Тирново — Габрово — Стара Загора — до Греції та Туреччини).
Поруч з містом розташована місцевість «Узана», в якій розташований географічний центр Болгарії.

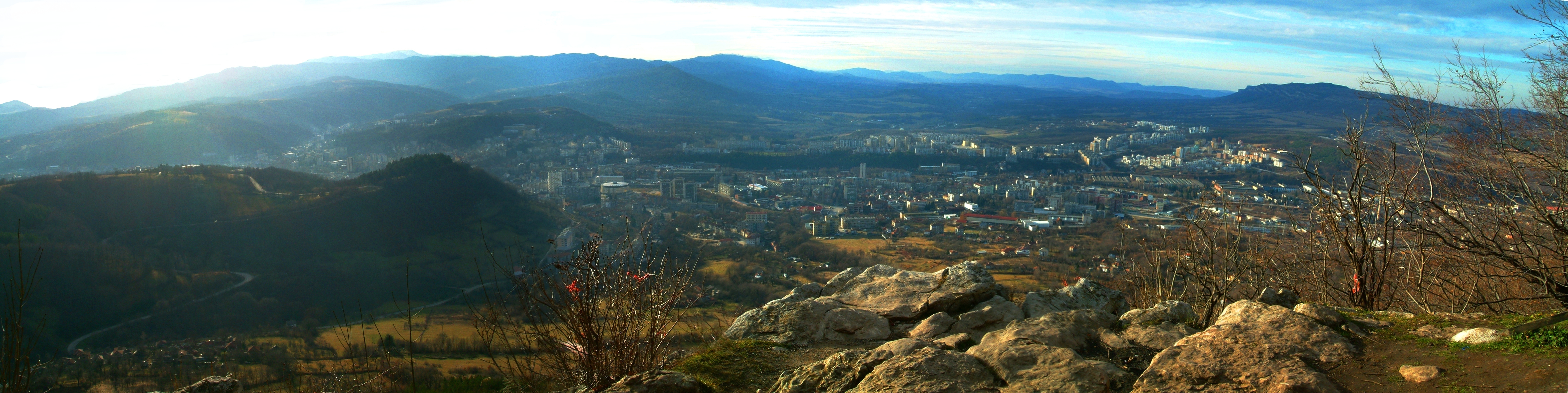
Панорама Габрово, жовтень 2010

### Клімат
Клімат регіону помірно континентальний, з холодною зимою і відносно теплим літом. Опади мають виразно континентальний характер. У середньому близько 900 л/м² на рік. Восени і взимку переважають північні і північно-західні вітри і навесні і влітку — південні. Область характеризується високою щорічною тривалістю сонячного світла. Середньорічні температури — близько 10 °C. У високогірних районах сніжний покрив триває близько 110 днів.

### Рельєф і води
Річка Янтра та її притоки протікають через місто. Річки Синькевиця, Паничарка і Сивек перетинають Етнографічний музей під відкритим небом «Етир».

## Історія

### Назва
Перша відома назва населеного пункту, Габрува, датується 1477 роком, а сьогоднішня — з'явилася в XVII столітті. Один з перших письмових документів, що згадує про Габрово, відноситься до 1704 року. Він вимагає дозволу на ремонт церкви Св. Петка і там говориться, що «вона наша від завоювання і донині». Назва походить від назви дерева граба.

### Історія міста

#### Виникнення
За найпоширенішою легендою, Габрово було засновано Рачо Ковачем близько 250 років тому. Історія розповідає, що він був ковалем, який оселився під грабом. Є багато інших, але не дуже популярних легенд про перших поселенців Габрово.
Габрово виникло в середні віки як стратегічне поселення поблизу перевалів Старої планини. У 2 км на схід від міста знаходиться фортеця Градиште, яка існувала до початку VII століття. За знахідками золотих і мідних монет часів римських імператорів Костянтина I Великого (306—337 рр. н. е.) і Юстина II (565—578) археологи датують фортецю Градиште як пізньоантичну і ранньосередньовічну (з IV по VI століття).
При археологічних дослідженнях на території фортеці були виявлені стіни довжиною близько 4 км, 42 щільно побудованих житлових будинків, гарнізонних приміщень охорони фортеці, головний вхід та три охоронних вежі. У найвищій частині фортеці Градиште був побудований головний храм у IV столітті, а пізніше була побудована каплиця-баптистерій. Фортеця Градиште була багато разів зруйнована і відновлена; після падіння Болгарії під турецьким пануванням зникла остаточно.
Під час археологічних розкопок у 1985 і 1989 роках досліджено багатошаровий некрополь у центрі Габрово, що існував між XIII і XIX століттям, а також залишки церкви «Свята Петка». Вважається, що церква була побудована на мощах св. Петки Булгарської в селі, під час її переходу з Епивата у Велико-Тирново в 1298 році. Таким чином було підтверджено існування поселення на території Габрово ще у Другій болгарській державі.
Габрово — це рідне місто Івана Калпазанова, який з Василем Карагьозовим сучасними німецькими машинами обладнав першу текстильну фабрику в Габрово у новоствореному князівстві Болгарія (1882). Перетворившись у «болгарський Манчестер», у Габрово народилися і оселилися багато відомих підприємців. Таким чином, у Габрово промисловість і освіта розвивалися швидкими темпами. Вони стали батьками довготривалих габрово-німецьких відносин. Початок було встановлено в грудні 1881 року в місті Хемніц, Німеччина. Кульмінацією стало відкриття німецького консульства в Габрово з консулами Василем Карагьозовим (1926—1933) і Кольо Карагьозовим (1934—1935).
Наприкінці XII століття розвиваються ремесла і торгівля, а також виробництво, пов'язане з утриманням і охороною проходів через Балкани — ковальство, зброя і т. д. У роки османського панування Габрово було великим ремісничим і торговим центром. У XIX ст. тут практикували 26 ремесел — ковальство, кераміка, слюсарство і багато іншого. Першу текстильну фабрику (1882) заснував Іван Колчев Калпазанов за допомогою Василя Карагьозова у партнерстві з Петком Цокевим.

#### Османський період
Швидше за все, початкові поселення були навколо «Топлиці» — джерела на шляху до Балкан, біля підніжжя гори «Петкова нива». Ймовірно, вони виникли приблизно 600—700 років тому, а можливо, і раніше. Один з перших письмових документів, що згадують про Габрово, датується 1704 роком.
У 1622 році Евлія Челебі перейшов перевал Шипка з озброєною силою у 500 чоловік на шляху в османському поході проти Австрії.
У 1860 році Габрово було оголошено містом. Фелікс Каніц розповідає, що в 70-х роках дев'ятнадцятого століття «це велика майстерня, і що це місто, що живе на воді». Слава про продукцію Габрово йде по всій території Османської імперії та за її межами. У Бухаресті зараз знаходиться вулиця під назвою «Габровені».

#### Болгарське відродження
Швидкий економічний підйом і національне пробудження стали причиною відкриття першої болгарської світської школи в 1835 році. У 1872 році створили середнію школу і з 1889 року — «Априловську гімназію», названу на честь її засновника Василя Априлова, видатного діяча болгарського Відродження. Будують прекрасні будинки епохи Відродження, церкви, мости, фонтани, башту з годинником (1835). Мешканці міста взяли активну участь у повстанні капітана Миколи у 1856 році, у 1862 році, у Тирновському повстанні, у загонах Хаджі Димитара та Стефана Караджі (1868), Христо Ботева (1876), Цанко Дюстабанова (1876). У 1868 р. Васил Левський створює революційний комітет. Місто є батьківщиною Василя Априлова, Цанко Дюстабанова, Попа Харитона, композитора Емануїла Манолова, Тодора Бурмова та багатьох інших.

#### Після звільнення

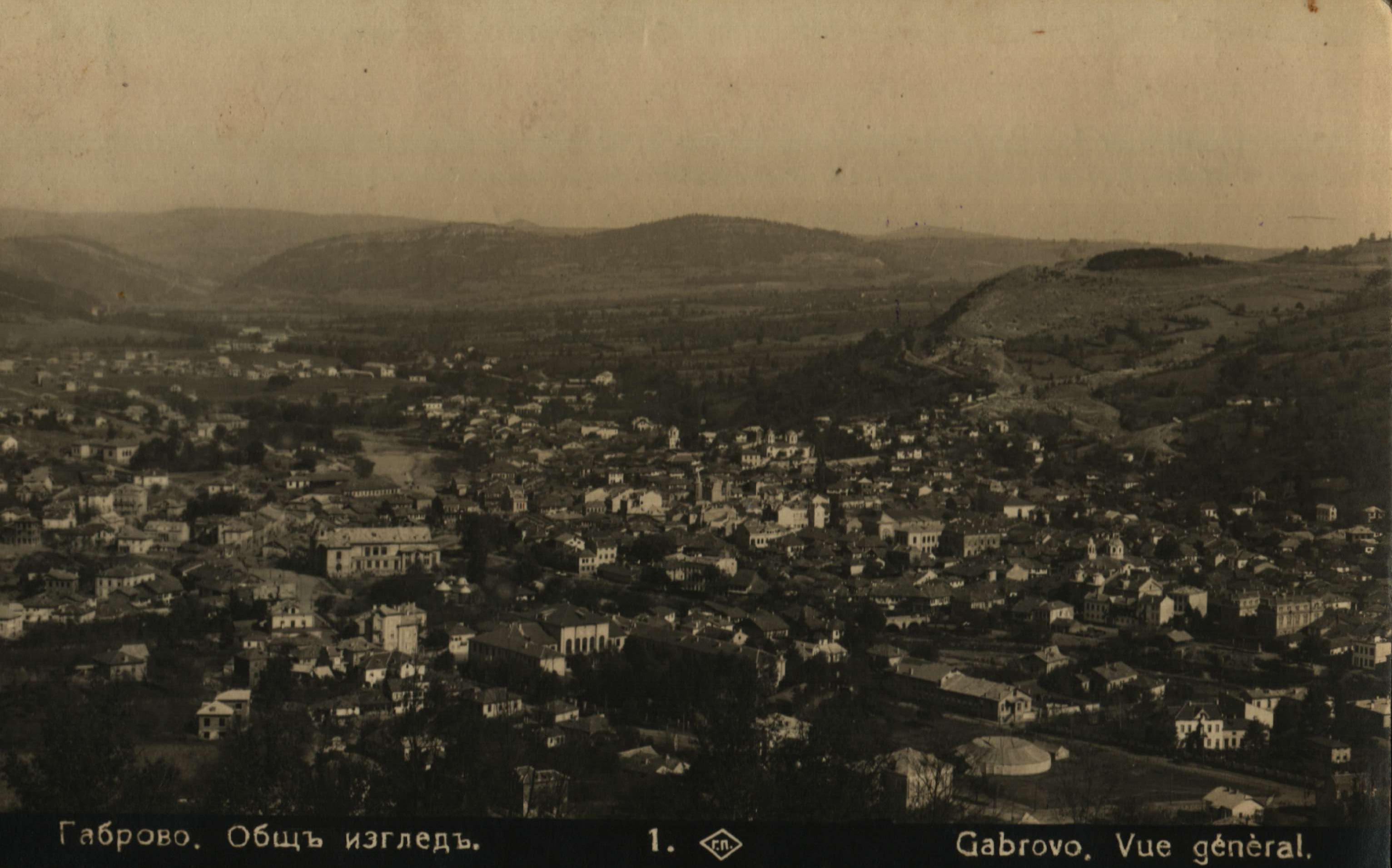
Стара світлина з видом з Габрово до 1930 року

Після визволення в 1878 році Габрово розвивався як найбільший текстильний центр Болгарії, і не випадково він отримав прізвисько «болгарський Манчестер». Місто вже давно відоме своїми дотепними мешканцями, тому тут є єдиний у світі Будинок гумору та сатири.

#### Між Балканськими та Світовими війнами
Під час Балканської війни 1912 року 13 мешканців Габрово приєдналися до добровольців у Македонсько-Адріанопольському корпусі.

## Політика

### Мер
Місцеві вибори 2007 року виграв Томіслав Дончев (ГЕРБ). У другому турі він переміг Миколу Григорова (Болгарська соціалістична партія). У 2010 році Томіслав Дончев був обраний міністром європейського управління грошима в офісі Бойко Борисова. Це вимагає нових місцевих виборів у Габрово, які виграв Микола Сираков (ГЕРБ). На чергових місцевих виборах у 2011 році мера муніципалітету Габрово Таня Христова була обрана в першому турі. Місцеві вибори 2015 року виграла нинішній мер міста Таня Христова з 68,38% голосів у першому турі.

## Економіка та інфраструктура

### Економічні характеристики
В даний час виробництво концентрується в наступних галузях:
- бавовняний і вовняний текстиль,
- бавовняний і вовняний трикотаж,
- швейна промисловість,
- машинобудування,
- виробництво пластмасових виробів,
- виробництво та обробка шкіри,
- виробництво взуття,
- виробництво ножів і побутового приборів,
- виробництво меблів,
- виробництво хліба та хлібобулочних виробів,
- виробництво молока та молочних продуктів,
- шоколадні вироби,
- будівництво.

## Транспорт
Місто обслуговується 27 автобусними маршрутами.
До 2015 року існувало тролейбусне сполучення і діяло 4 тролейбусних маршрутів, які обслуговували тролейбуси ЗіУ-682 (на момент закриття руху налічувалося 13 машин). Свій останній рейс тролейбус у Габрово здійснив 28 травня 2015 року, тобто через 8 років після вступу Болгарії у ЄС. Закриття тролейбусного руху влада Габрово мотивувала відкриття руху електробусів. У Габрово дійсно побувало два електробуси — SOR EBN 10.5 та Higer KLQ6125GEV3 Chariot Ebus, проте у місті вони не залишилися. Отож замість тролейбусів місто і надалі обслуговується автобусами.

### ЗМІ

#### Регіональні газети
- Газета «100 новин», щоденна газета — регіональне приватне друковане видання та онлайн: http://stovesti.info [Архівовано 30 березня 2022 у Wayback Machine.]
- «Габрово сьогодні» — приватна газета, виходить тричі на тиждень.
- Газета «Діалог» — інформаційний бюлетень.
- «Габровська інформація»
- «Gnews Габрово» — http://www.rtv-gabrovo.com/ [Архівовано 2 червня 2019 у Wayback Machine.]
- «Медія міської культури» — https://web.archive.org/web/20171021110441/http://www.elatevgabrovo.org/  — культурні заходи в Габрово.
- «Істина» — друковане видання НП «Атака» — Габрово.
- Інформаційний сайт — http://sever.bg/ [Архівовано 28 лютого 2019 у Wayback Machine.]

#### Радіостанції та телебачення
| МГц    | Радіостанція                | Передавач        | Потужність |
| ------ | --------------------------- | ---------------- | ---------- |
| 91,30  | Болгарія в ефірі            | TTCS Бумеранг FM | 163 Вт     |
| 92,20  | Програма БНР «Христо Ботев» | RPTC пік «Ботев» | 1 кВт      |
| 94,50  | БГ Радіо                    | РПЦ Градиште     | 100 Вт     |
| 95,40  | Програма БНР «Христо Ботев» | Градиште         | 166 Вт     |
| 96,40  | Радіо Дарик (Габрово)       | Градиште         | 500 Вт     |
| 98,60  | Magic FM                    | Градиште         | 260 Вт     |
| 100,90 | Програма Горизонт БНР       | «Ботев»          | 10 кВт     |
| 101,70 | Радіо Бумеранг              | Бумеранг FM      | 168 Вт     |
| 103,20 | Програма Горизонт БНР       | Градиште         | 500 Вт     |
| 104,00 | Радіо 1                     | Градиште         | 200 Вт     |
| 107,40 | Радіо N-Joy                 | Бумеранг FM      | 288 Вт     |

Радіо Дарик (Габрово) також має регіональну програму, а Радіо Бумеранг транслює абсолютно оригінальну програму для Габрово та сусідніх населених пунктів.

### Охорона здоров'я
- «Доктор Тота Венкова»,
- «Пенчо Семов»,
- МЦ «СІАС»,
- Медичний центр «Апогей»,
- ДКЦ 1 [Архівовано 30 листопада 2021 у Wayback Machine.],
- ДКЦ 2 [Архівовано 30 листопада 2021 у Wayback Machine.],
- Стоматологічний центр.

## Освіта та наука

### Школи
У 1835 р. у Габрово відкрилася перша болгарська взаємна (класова) школа. Ідея прийшла від Василя Априлова та Миколи Палаузова, болгарських купців, що народилися в Габрово, а потім переселилися в Одесу. У безпосередній близькості від Априловської середньої школи (в тій же будівлі) знаходиться Національний музей освіти.
Габрово має одну вищу школу — Габровський технічний університет. Сьогодні навчання проводиться на трьох факультетах з 24 кафедрами.
| Муніципальні школи - НУ «Василь Левський» - Початкова школа «Ран Босилек» - Початкова школа «Неофіт Рильський» - Початкова школа «Цанко Дюстабанов» - Початкова школа «Христо Ботев» - Початкова школа «Іван Вазов» - Початкова школа «Св. Кирила і Мефодія» - «Райчо Каролев» - Софійський університет «Отець Паїсій» - Академічна середня школа «Акад. Ів. Гюзельов» - Початкова школа «Найден Геров» |  | Державні школи - Національна Априловська гімназія - «Нікола Василяді» https://web.archive.org/web/20100402060121/http://www.ptg-gabrovo.hit.bg/ - «Пенчо Семов» училище туризму http://pgtgabrovo.globcom.net [Архівовано 18 січня 2012 у Wayback Machine.] - Загальноосвітня школа ім. Палаузова - Професійна будівельна школа |

### Бібліотеки та архіви
- Обласна бібліотека «Априлов — Палаузов» — Габрово[25]
- Територіальні державні архіви — Габрово[26]

## Культура і розваги

### Театри
- Драматичний театр «Рачо Стоянов»
- Державний театр ляльок «Ран Босилек»
- Театр МІМ — Габрово
- Літній театр
- Студія молодіжного театру «Гаргара» — Габрово

### Художні галереї
- Галерея «Христо Цокев»
- Художня галерея
- Магазин-галерея «Авіц Арт»

### Будинки культури та кінотеатри
- Будинок гумору і сатири
- Будинок культури «Емануїл Манолов»
- Громадський центр «Априлов — Палаузов 1861»
- Громадський центр «Габрово 2002»
- Громадський центр «Христо Смирненський 1949»
- Громадський центр «Дамаскин і Онуфрій Габровські 2011»
- Громадський центр «Зора»
- Кінотеатр «Алеко»

### Музеї

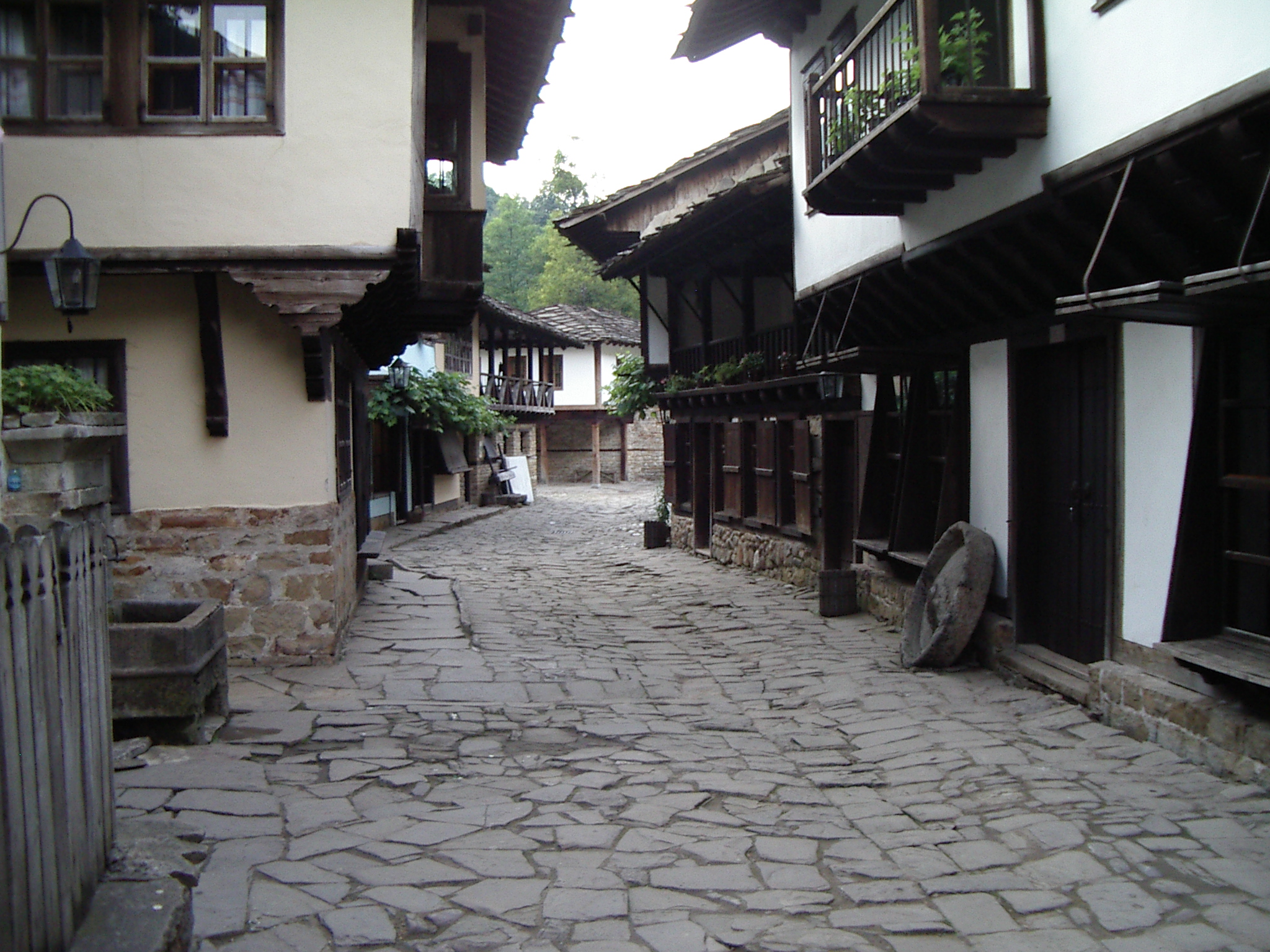
Етнографічний музей під відкритим небом «Етар»

- Етнографічний музей під відкритим небом «Етар»[27]
- Архітектурно-історичний заповідник Боженці
- Обласний історичний музей (Габрово)[28]
- Будинок-музей «Будинок Дечкова»
- Будинок гумору та сатири[29]
- Національний музей освіти [30]
- Музейна виставка «Поштові повідомлення в Габрово»
- Культурний центр «Святий Христофон» Хлібний дім — Габрово
- Інтерактивний музей промисловості — у минулому Габрово було важливим торгово-ремісничим центром. На сьогоднішній день промисловість залишається провідною галуззю в регіоні. Звідси народжується ідея створення унікального музею на Балканському півострові, відкритого 21 березня 2014 року. Інноваційно, за допомогою звукових, візуальних та світлових ефектів простежується історія соціально-економічного життя міста. Виставка розроблена в три етапи, кожен з яких займає окремий поверх будівлі. Перша стадія присвячена індустріалізації після звільнення (з кінця XIX століття до 1944 року). Другий етап — це доля промисловості під час комуністичного правління (з 1944 по 1990 рр.). Третій етап розглядає галузь від падіння тоталітарного режиму до сьогодення. Лекцію очолюють віртуальні розповідачі, а відвідувачів супроводжує гід, який відповідає на їхні запитання і допомагає їм взаємодіяти з цифровими панелями та цифровими панелями. Завдяки сучасним інформаційним технологіям та аудіовізуальним застосуванням досягається автентична атмосфера та реалізм[31].

### Габровський гумор
- Габровський гумор
- Будинок гумору і сатири

### Спорт
- Спортивний зал «Орловець»

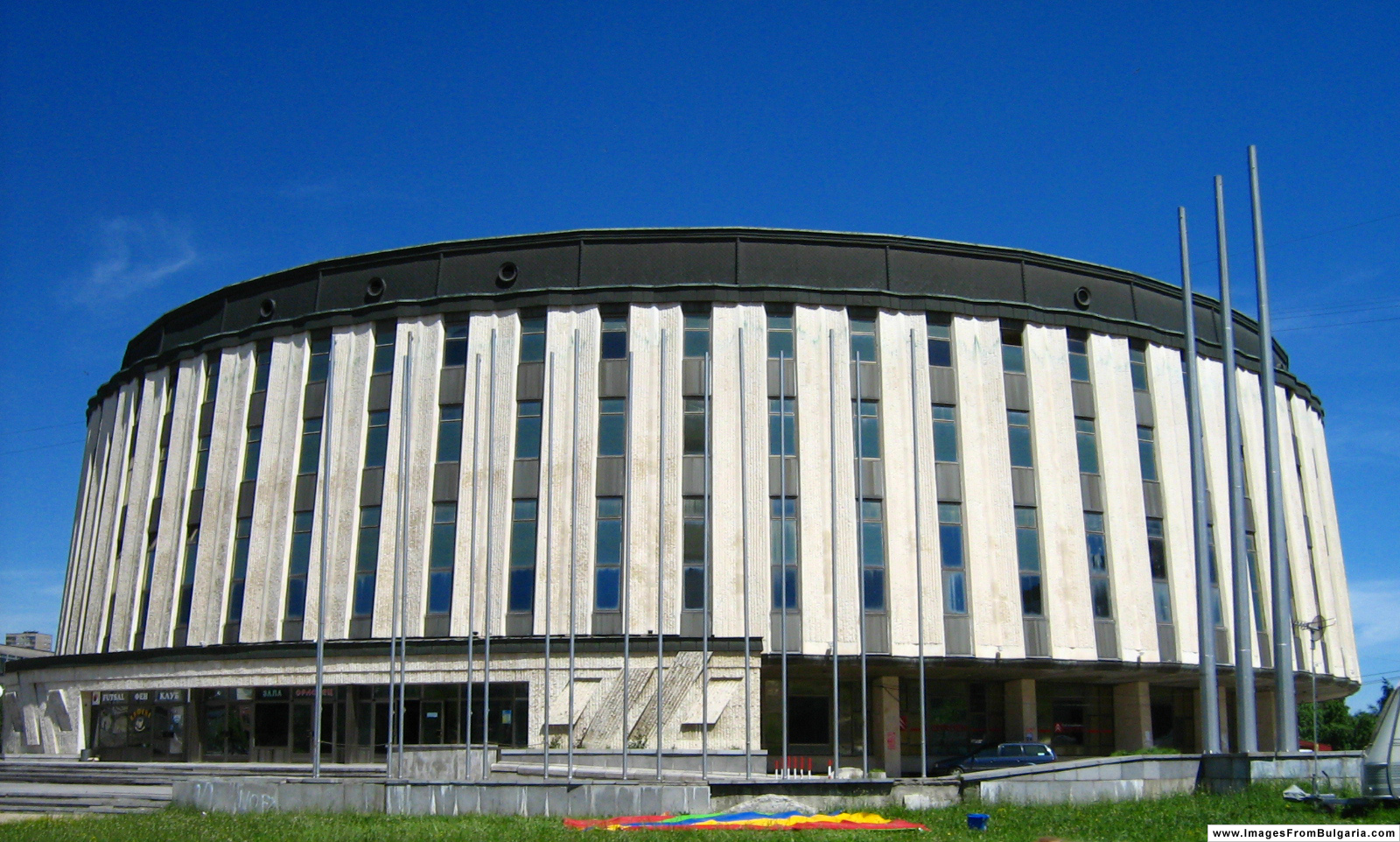
Спортивний зал «Орловець»

- Стадіони: Христо Ботев, Василь Априлов, Христо Смирненський
- Футбольний клуб «Янтра» засновано 21 вересня 1919
- Футбольний клуб «Янтра 2000»
- Спортивний клуб гандболу «Буки» — Габрово
- Спортивний стрілецький клуб «Альфа-Метал» і клуб страйкболу
- Волейбольний клуб «КВК Габрово»
- Клуб регбі «Янтра»[32]
- Спортивна моделний клуб Габрово[33]
- П'ять тенісних кортів і три криті басейни доступні в Габрово

## Визначні пам'ятки

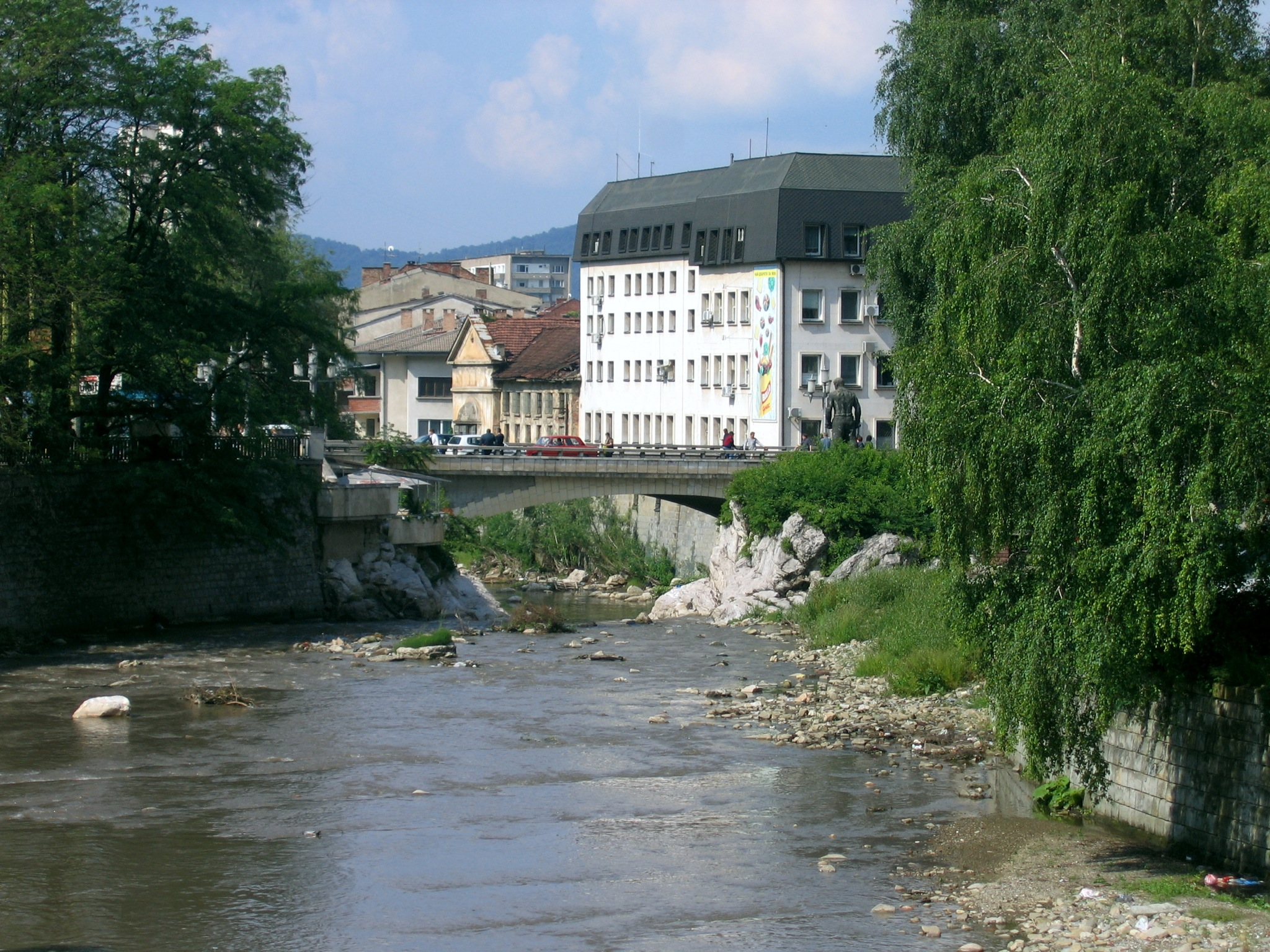
Міст «Ігото»

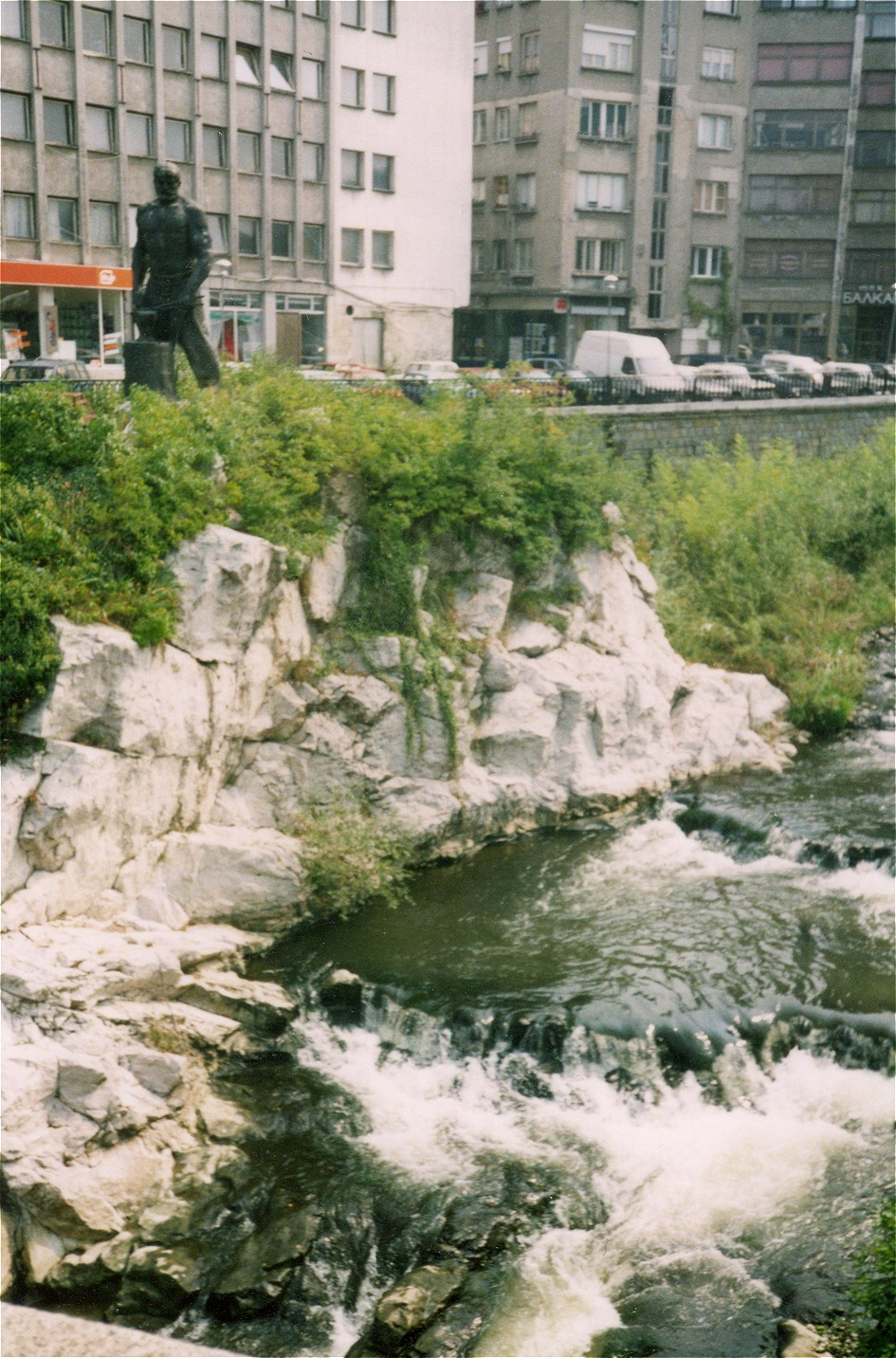
Пам'ятник Рахо Ковачу в Янтрі

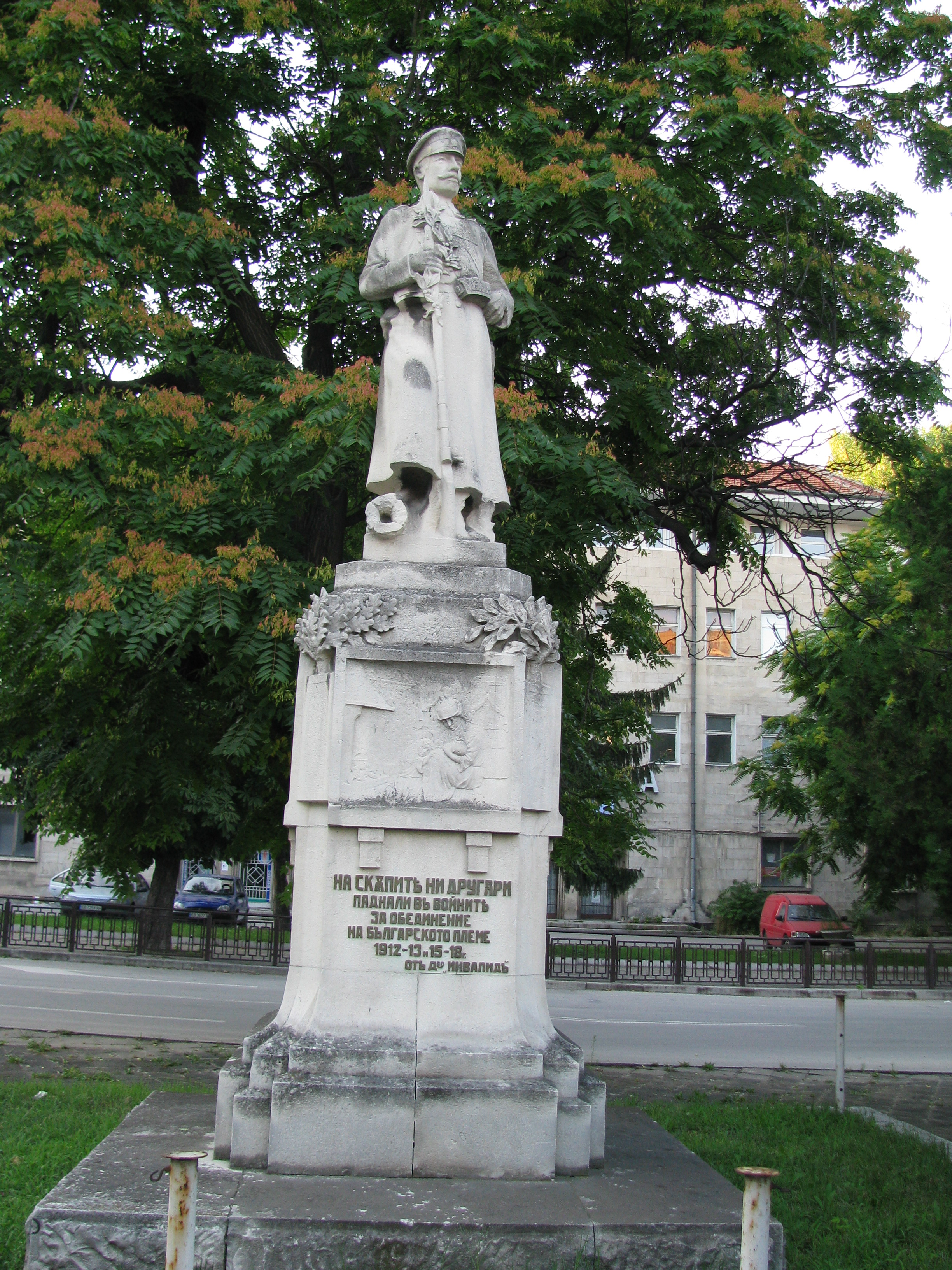
Пам'ятник загиблим у війнах 1912—1913 і 1915—1918 рр.

### Храми
- Храм «Успіння Пресвятої Богородиці»
- Собор Святої Трійці, https://web.archive.org/web/20100601181648/http://sv-troica.hit.bg/index.html
- Храм Святого Іоанна Хрестителя
- Храм «Іван Рильський»
- Каплиця «Святий Пантелеймон»
- Каплиця «Святі апостоли Петр і Павел»
- Монастир Святого Благовіщення
- Сокольський монастир
- Каплиця св. Петки, освячена 14 жовтня 2000 року

### Цікаві факти
Вісім чудес Габрово:
- Пам'ятник на річці — пам'ятник Рахо Ковачу на острові в річці Янтра.
- Простір на Землі — ресторан на 20-му поверсі на найвищому будинку — кав'ярня «Космос» (вже не існує).
- Корабель у лісі — корпус легеневої лікарні, має форму корабля. Його побудував габровський промисловець Пенчо Семов. Габровці називають його «пароплав».
- Дерево посередині дороги — столітнє дерево біля пам'ятника Рачо Ковачу, вулиця Скобелевська.
- Сходи в нікуди — сходи серед дерев біля Будинку культури.
- Планета Габрово (Астероїд 2206-Габрово) — знайдена маленька планета, названа Габрово і зареєстрована під № 2206.
- Скульптурна композиція з трьох жінок, що тримають рибу в фонтані перед готелем Янтра.
- Вершники, що знаходяться на даху Будинку культури «Емануїл Манолов».
- Два мости поруч один з одним над річкою. Міст Беєвіят.

## Особи, пов'язані з Габрово

### Габровські святі
- Дамаскін Габровський
- Лазар Болгарський (Дебелдалський)
- Онуфрій Габровський

### Знаменитості Габрово
Габрово є батьківщиною багатьох видатних особистостей — 26 професорів, 17 генералів, 12 міністрів, 2 воєвод, 2 офіцерів, 15 четників, 138 волонтерів, 5 перших інженерів у Болгарії (машинобудівної, електротехнічної, суднобудівної, текстильної та трикотажної промисловості).
- засновники першої нової болгарської школи — Василь Априлов і Микола Палаузов
- болгарська діяч і освічена фігура — Анастас Стоянов (1865—1898)
- засновник сучасної промисловості Габрово князівства Болгарія з 1857 по 1882 рік — Іван Колчев Калпазанов
- перший прем'єр-міністр Болгарії — Тодор Бурмов (1834—1906)
- міністр оборони з вересня 1885 по серпень 1886 — Костянтин Никифоров Попконстантинов (1856—1891)
- творець болгарської артилерії — генерал-майор Микола Рясков (1856—1917)
- голова Військово-наукового інституту, Генерал-лейтенант Христо Бурмов (1869—1936)
- один із засновників болгарської опери — Богдана Гюзелева-Вулпе
- болгарський бібліограф — акад. Микола Михов
- болгарський суднобудівник інженер і засновник Варненської верфі — Іван Радев (1874—1934)
- болгарський психіатр-невролог — д-р Георгій Паяков (1871—1935)
- болгарський політик та педагог — д-р Лазар Паяков (1860—1910)
- рентгенолог — д-р Андрея Ілієв Сахатчиєв (1883—1947)
- перша жінка-лікарка в Болгарії — д-р Тота Венкова (1855—1921)
- перша акушерка Марія Патрончева (1874—1964)
- професор медичної історії — д-р Вера Тодорова Павлова (1912—2003)
- перший секретар Установчих національних зборів — Іван Гюзельов (1844—1916)
- інженер-текстильник — Іван Метев (1889—1913)
- машинобудівник Іван Манафов (1863—1937)
- перша акторка Болгарії Теофана Криль (1931—1955)
- архітектор, спроєктував основну частину болгарських вокзалів — Христо Васильєв Енев (1868—1947)
- міністр охорони здоров'я — Рачо Генчев (1873—1956)
- Засновник болгарської фантастики — Емануїл Манолов (1860—1912)
- перша композиторка — Богдана Гюзельова (1878—1932)
- перша болгарська оперна співачка — Олена Доскова (1898—1987)
- скрипалька — Неда Фатичева (1881—1960)
- художник — Христо Цокев (1847—1883)

## Населення
У таблиці нижче наведено динаміку чисельності населення міста:
| Рік  | Населення |
| ---- | --------- |
| 1985 | 81 250    |
| 1992 | 76 522    |
| 2000 | 70 071    |
| 2005 | 63 864    |
| 2010 | 60 281    |

## Міста-побратими
- Panevėžys City Municipalityd, Литва (17 травня 2004)
- Алст, Бельгія (14 травня 2010)[34]
- Кавала, Греція
- Куманово, Північна Македонія (27 лютого 2009)[35]
- Митищі, Росія (2002)[36][37][38]
- Могильов, Білорусь (1967)[39][40]
- Мітвайда, Німеччина (16 березня 2000)[41]
- Новий Санч, Республіка Польща (21 травня 2005)[42]
- Паневежис, Литва (17 травня 2004)[43][44]
- Петах-Тіква, Ізраїль (2016)[45]
- Пряшів, Словаччина (2004)[46]
- Сисак, Хорватія (14 травня 2004)[47]
- Тун, Швейцарія (травень 1998)[48]
- Чернігів, Україна (вересень 2007)[49]
- Шекі, Азербайджан (2004)[50]